# Миранда да Силва Фильо, Себастьян
Себастья́н Мира́нда да Си́лва Фи́льо (порт. Sebastião Miranda da Silva Filho), более известный как Миранди́нья (порт. Mirandinha; род. 26 февраля 1952, Бебедору, Сан-Паулу) — бразильский футболист, игравший на позиции нападающего. Участник чемпионата мира 1974 года в составе национальной сборной Бразилии.

## Клубная карьера
Во взрослом футболе дебютировал в 1968 году выступлениями за команду «Америка» из города Сан-Жозе-ду-Риу-Прету, в которой провёл три сезона. Своей игрой за эту команду привлёк внимание представителей тренерского штаба клуба «Коринтианс», к которому присоединился в 1970 году. Сумма трансфера составила 100 тысяч крузейро. Провёл в команде из Сан-Паулу следующие четыре сезона своей игровой карьеры и забил 50 голов в 162 матчах.
В 1974 году заключил контракт с клубом «Сан-Паулу», сумма трансфера составила 1,2 миллиона крузейро. На деньги, заработанные на трансфере, футболист купил себе дом за аэропортом Конгоньяс. Именно в «Сан-Паулу» он провёл лучшие годы своей карьеры. В сезоне 1973 года Мирандинья забил двенадцать голов в двадцати играх, благодаря чему завоевал серебряный мяч от журнала Placar и получил вызов в сборную Бразилии.
24 ноября 1974 года в матче против «Америки» получил двойной перелом большеберцовой и малоберцовой костей. Через десять месяцев после этого нападающий провёл несколько товарищеских матчей с резервной командой «Сан-Паулу», после того как врачи разрешили ему тренироваться с мячом. Однако возвращение было недолговечным: он не только не вернулся в первую команду, но и усугубил травму, от которой восстановился лишь 25 мая 1977 года. Всего футболист перенёс семь операций, две из которых были с костными трансплантатами.
Мирандинья вернулся на поле только спустя 1109 дней после получения травмы, 7 декабря 1977 года, выйдя на замену после перерыва вместо Сержиньо в матче второго этапа чемпионата Бразилии против клуба «Бразилиа» в Пакаэмбу. После этого футболист выходил на замену в четырёх из пяти следующих матчей и наконец вышел в стартовом составе в матче третьего этапа чемпионата против «Спорт Ресифи» из-за дисквалификации Сержиньо. В этом матче он отметился своим первым забитым мячом за 1179 дней. После того, как Сержиньо отбыл свою дисквалификацию, Мирандинья сохранил своё место в стартовом составе. В частности, он вышел на поле в решающем матче группы против «Гремио» (3:1), в котором отличился забитым мячом. По итогам сезона «Сан-Паулу» стал чемпионом Бразилии, обыграв «Атлетико Минейро» по пенальти на Минейране.
В отличие от Сержиньо, который воспользовался отсутствием своего конкурента в 1974 году и зарекомендовал себя в качестве центрального нападающего «Сан-Паулу», Мирандинья уже не был прежним. Он забил ещё пять голов в Лиге Паулиста и Кубке Либертадорес, но уступил позицию молодому нападающему Милтону Крузу. После 93 игр и 43 голов в составе «Сан-Паулу» летом 1978 года Мирандинья перешёл на правах аренды в американский «Тампа-Бэй Раудис» из Североамериканской футбольной лиги. В том сезоне в составе своего клуба он вышел в финал турнира, где в игре против звёздного «Нью-Йорк Космос» забил гол, но его команда проиграла 1:3. Следующий сезон 1979 года бразилец тоже начал в составе «Раудиз», но в его середине, 7 июня 1979, перешёл в другой клуб NASL «Мемфис Рогс».
В том же году вернулся из аренды в «Сан-Паулу». Его первым матчем после возвращения стал матч против «Коринтианса», завершившийся поражением, а после второго матча (ничья 0:0 с «Америкой») нападающий получил травму бедра во время тренировки. Эти матчи стали последними для Мирандиньи в составе «Сан-Паулу», и вскоре после этого он перешёл в мексиканский «УАНЛ Тигрес». После этого бразильский нападающий вернулся на родину и играл за ряд небольших клубов, таких как «Атлетико Гоияниенсе», «Таубате», АБС, «Гуара», «Дораденсе», «Унион Можи», «Саад», «Индепендьенте (Лимейра)» и «Жинасио Пиньяленсе», до завершения карьеры в 1985 году.
После завершения карьеры Мирандинья был тренером некоторых клубов, таких как СЭНЭ, а также был связан с футбольными школами муниципального департамента спорта Сан-Паулу.

## Карьера в сборной
31 марта 1974 года дебютировал в официальных матчах в составе национальной сборной Бразилии в матче против сборной Мексики (1:1).
Несмотря на то, что Мирандинья не участвовал в последних девяти товарищеских матчах сборной, он был вызван на чемпионат мира 1974 года в ФРГ вместо травмированного Клодоалдо. Во время турнира сыграл в 4 матчах, включая проигранный матч за 3-е место против сборной Польши, который стал последним его матчем в сборной. Всего в течение года Мирандинья провёл в её форме 7 матчей.

## Достижения

### Командные
«Сан-Паулу»
- Чемпион Бразилии: 1977
- Победитель Лиги Паулиста: 1975

### Тренерские
СЭНЭ
- Чемпион Лиги Сул-Матугроссенсе (3): 2002, 2005, 2011

### Индивидуальные
- Обладатель бразильского Серебряного мяча: 1973